# Clytocerus ocellaris
Clytocerus ocellaris är en tvåvingeart som först beskrevs av Johann Wilhelm Meigen 1818.  Clytocerus ocellaris ingår i släktet Clytocerus och familjen fjärilsmyggor. Inga underarter finns listade i Catalogue of Life.